# Harriet Harnden
Harriet Harnden née le 9 mars 2001 à West Malvern, est une coureuse cycliste britannique, spécialiste du VTT et du cyclo-cross.

## Palmarès en VTT

### Championnats du monde
- Lenzerheide 2018
  -  Médaillée de bronze du cross-country juniors
- Leogang 2020
  - 9e du cross-country espoirs
- Val di Sole 2021
  - 4e du cross-country à assistance électrique

### Coupe du monde
Coupe du monde d'enduro
- 2023 : 3e du classement général
- 2024 : 1re du classement général, vainqueur de deux manches

### Championnats d'Europe
- Glasgow 2018
  -  Médaillée d'argent du cross-country juniors
- Brno 2019
  -  Médaillée de bronze du cross-country juniors

### Championnats de Grande-Bretagne
- 2018
  -  Championne de Grande-Bretagne de cross-country juniors
- 2019
  -  Championne de Grande-Bretagne de cross-country juniors
- 2021
  -  Championne de Grande-Bretagne de cross-country espoirs
- 2022
  -  Championne de Grande-Bretagne de cross-country espoirs
- 2023
  -  Championne de Grande-Bretagne de descente
- 2024
  -  Championne de Grande-Bretagne de descente

## Palmarès en cyclo-cross
- 2017-2018
  - National Trophy Series #3, Shrewsbury

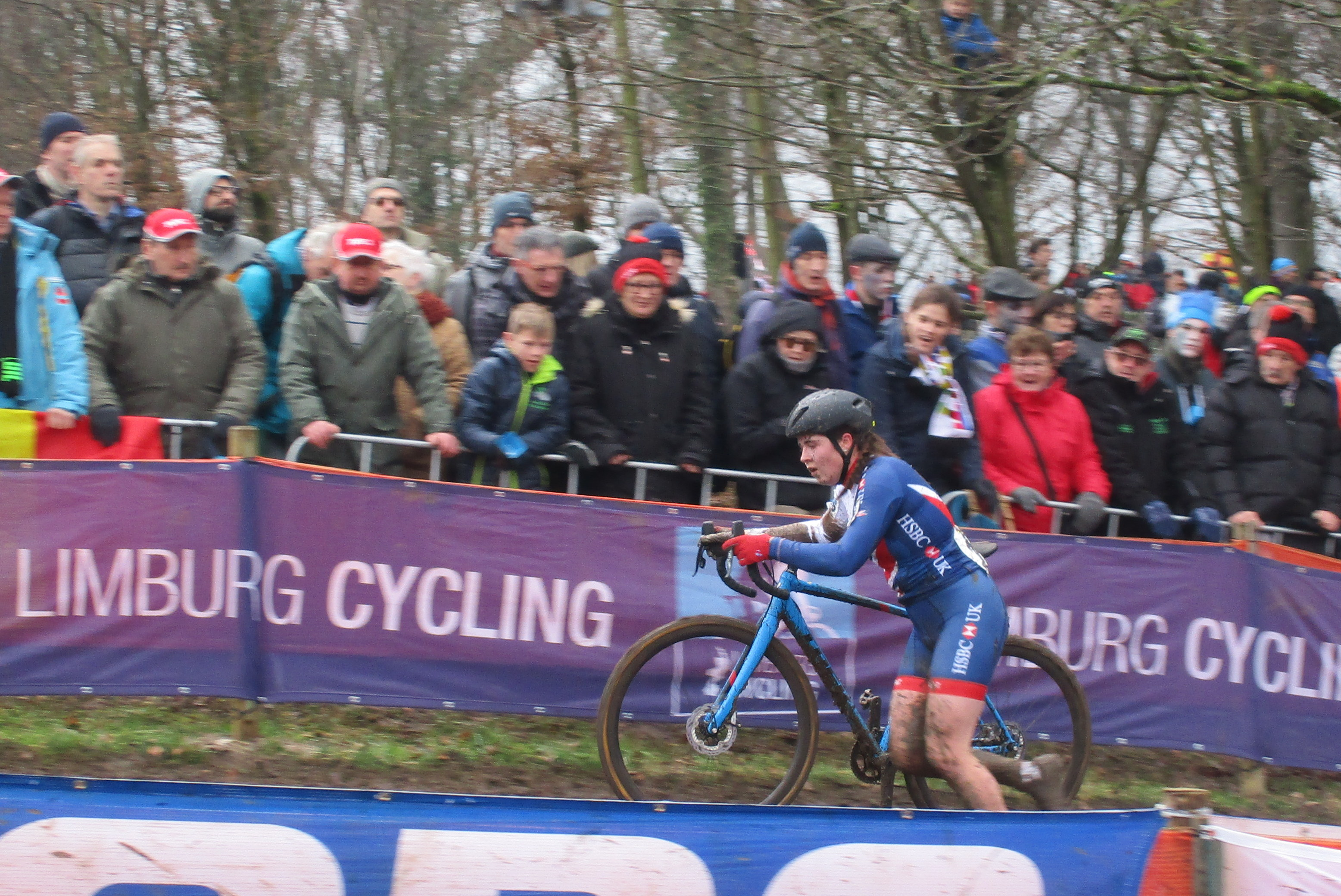
Harnden lors du championnat du monde de cyclo-cross espoirs 2018 à Valkenburg.

  - 2e du championnat de Grande-Bretagne de cyclo-cross espoirs
  - 4e du championnat du monde de cyclo-cross espoirs
- 2018-2019
  -  Championne de Grande-Bretagne de cyclo-cross juniors
  - National Trophy Series #4, York
- 2019-2020
  -  Championne de Grande-Bretagne de cyclo-cross
  -  Championne de Grande-Bretagne de cyclo-cross espoirs
  - National Trophy Series #2, Milnthorpe
  - National Trophy Series #6, York
  - 9e du championnat d'Europe de cyclo-cross espoirs
- 2021-2022
  -  Championne de Grande-Bretagne de cyclo-cross
  -  Championne de Grande-Bretagne de cyclo-cross espoirs
  - 10e du championnat du monde de cyclo-cross espoirs